# 謝顯 (正德丁丑進士)
謝顯（1474年—？），字宗文，號松澗，江西吉安府安福縣人，民籍，明朝政治人物。

## 生平
江西鄉試第六名舉人。正德十二年（1517年）中式丁丑科會試第一百五十九名，登第二甲第八十名進士。大理寺观政，授南京吏部主事，升郎中，出为福建布政司參議，擢遼東苑马寺少卿，遷雲南按察司副使，未任，卒于家。

## 家族
曾祖謝尚哲，封知縣；祖父謝謙撝；父謝禮，母李氏。永感下。兄卓檄、曜、隐。